# Użądlenie

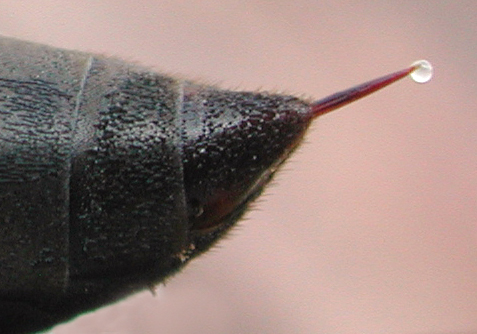
Żądło osy

Użądlenie – wprowadzenie żądła niektórych owadów (np. os, pszczół, mrówkowatych, lub szerszeni) przez skórę, co w większości przypadków powiązane jest ze wstrzyknięciem jadu i pojawieniem się miejscowego odczynu anafilaktycznego. Użądlenie może okazać się śmiertelne w wyniku uczulenia na jad, wielokrotnych użądleń, uogólnionej reakcji alergicznej, w przypadku gdy miejscem użądlenia jest jama ustna (powstały obrzęk może uniemożliwiać oddychanie).
Postępowanie po użądleniu opiera się na wyjęciu żądła, tak aby nie wstrzyknąć zawartego w nim jadu. W przypadku użądlenia ust bądź gardła nie wyjmuje się żądła, a pacjenta przewozi się do szpitala. Ciężkie przypadki leczy się farmakologicznie w warunkach szpitalnych.